# Teleghma
 (décembre 2015).
Si vous disposez d'ouvrages ou d'articles de référence ou si vous connaissez des sites web de qualité traitant du thème abordé ici, merci de compléter l'article en donnant les références utiles à sa vérifiabilité et en les liant à la section « Notes et références ».
Teleghma, Telerghma, Telergma ou Telaghma (en tamazight talghemt (la chamelle), arabe : التلاغمة, At'elaghma) est une commune d'Algérie, située dans la wilaya de Mila.

## Toponymie
Teleghma est un mot d'origine berbère. Le mot Ait telghemet n'a pas d'étendue en cette plaine que les historiens français leur donnent autre signification loin de toute imagination.
L'archéologue G'zell et l'historien et homme d’état français Ernest Mercier, citent les tribus de Teleghma et ses sources d'eaux dans son œuvre Histoire de Constantine (1903).

## Géographie
C'est le chef-lieu d'une daïra d'Algérie, d'une grande importance économique (agriculture et tourisme) pour la région.

### Situation
La commune de Teleghma est située au sud-est de la wilaya de Mila, à 67 km de Mila et 36 km de Constantine.
| Chelghoum Laid          | Oued Athmania                 | Oued Seguen                   |
| Chelghoum Laid, M'chira | Teleghma                      | Ouled Hamla (Oum El Bouaghi)  |
| M'chira                 | Souk Naamane (Oum El Bouaghi) | Souk Naamane (Oum El Bouaghi) |

### Relief, géologie, hydrographie
La commune est arrosée par deux cours d'eau : l'Oued Seguen et l'Oued El Ouni. À la limite nord-ouest, s'élève le Djebel Toukouia à près de 1 000 m d'altitude ; au sud-ouest, se trouve le Djebel Meziout à 1 116 m et au sud le point culminant, le Djebel Teioualt à 1 286 m.

### Transports

#### Route
La commune est desservie par la route nationale : RN100 qui permet de rejoindre M’chira à l'ouest et Ain M'lila à l'est, et par la route nationale RN5A au nord, en direction de Oued Seguen et Oued Athmania.

#### Transport ferroviaire
La gare ferroviaire de Teleghma est desservie par les lignes SNTF Alger-Constantine et Alger-Annaba.

### Lieux-dits, quartiers et hameaux
La commune compte une agglomération secondaire appelée Mechtat El Mekhalfa ou Ouled Smail et plusieurs petites mechtas.

## Histoire
Le premier établissement humain dans la region est créé au XIe siècle à l'emplacement d'une source d'eau appelée Ain Seguin, un sain local du nom: Ahmed Ben Tamimount (?-1203), y a leu domicile. 
Ce premier établissement na pas encore l'envergure d'un village étant donné que toutes les tribus mènent une vie bédouine. Le premier homme à y établir son domicile installe une modeste zaouia avec des tentes, non loin du siège actuel de la commune de M'chira.
Ce petit village sera investi par Ahmed Bey ou Hadj Ahmed Bey (1784-1850), le dernier Bey de Constantine ou il y établit un camp d'instruction pour la formation de son armée dans ce petit village pour diriger la résistance contre l'armée française dans l'est de l'Algérie de 1830 à 1848. En plus d'avoir organisé la défense de Constantine, il mena plusieurs batailles contre l'armée française et gagna sa première bataille en 1836 contre le maréchal Clauzel. Quand les Français prennent Constantine, il parvient à s'échapper et à organiser la résistance dans les Aurès. Mais isolé et affaibli, cerné par les forces françaises, il doit se rendre avec quelques résistants en juin 1848. D'après la plupart des récits à Alger, il meurt empoisonné en résidence surveillée.[réf. nécessaire]
Ce village n’était pas au sens propre une agglomération bien structurée aux temps des Turcs, selon l'historien E. Vayssettes qui le cite dans son ouvrage L'histoire de Constantine sous la domination turque de 1517-1837.
L’armée française ne s'est pas emparée d'un camp existant à Teleghma après la soumission de Ahmed Bey, aucun groupement militaire n’était à cet endroit rallié au bey de Constantine en dehors de la ville du Beylik. Sa soumission a lieu le 2 juin 1848 après une préparation par des intermédiaires arabes au camp des bureaux arabes qui ont bien joué l'affaire avec un de ses anciens alliés qui a changé sa position et rejoint les rangs du gouvernement français en Algérie. Sa mort a lieu après quelques mois de captivité et d'internement à Alger.
Ainsi la soumission de Ahmed Bey n'a aucun lien avec les tribus de Teleghma. Car il y a des écrits officiels qui traitent de cela (voir: Histoire de Constantine d'Ernest Mercier p:524).
Après la mort du Bey Ahmed, l'armée française prend le camp et y installe son armée ; le camp est rebaptisé et devient la plus grande caserne du territoire algérien. 
Pendant la Seconde Guerre mondiale, après l'armistice de juin 1940, les Juifs algériens sont démobilisés et, contrairement aux autres jeunes Français, internés dans des camps — dont celui de Teleghma — pour y être astreints à des travaux humiliants et inutiles.
L'armée française construit un aéroport militaire au sein de la caserne, et c'est de cet aéroport que les avions bombardiers français décolleront pour bombarder le village frontalier Sakiet Sidi Youssef.
À l'indépendance de l'Algérie, elle devient chef lieu de daïra rattachée à la wilaya de Mila. Teleghma a longtemps abrité la base aérienne de la 5e région militaire avant qu'elle ne soit transférée à Berriche (Oum El Bouaghi).

## Économie

### Agriculture
L'élevage de moutons et les cultures maraichères, du blé et de l'orge sont les principales activités agricoles.

### Tourisme
Il existe une source thermale appelée Hammam Ouled Djali et des ruines romaines de Mashta Almzaash.
Le tourisme dans cette région est peu développe malgré la présence d'une source d’eaux thermales, faute d'investissements importants.

## Démographie
| 1984   | 1990   | 2008   |
| ------ | ------ | ------ |
| 30 456 | 40 846 | 48 028 |

## Administration et politique

### Liste des présidents d'APC de Teleghma
| Période | Période | Identité          | Étiquette | Qualité |
| ------- | ------- | ----------------- | --------- | ------- |
| 2002    | 2006    | Saïd Athmani      | FLN       |         |
| 2006    | 2006    | Chadi Derradji    | Al Islah  |         |
| 2007    | 2011    | Messaoud Haddadou | FLN       |         |

## Sport
La vie sportive de la ville de Teleghma s'organise autour du club de football local: NRB Teleghma. Une autre équipe a été créée en 1992 le NRB Teleghma/B qui s'est distinguée en 2020 en accédant en Division 2 de la ligue de football.